# Христо Митов
Христо Иванов Митов (роден на 24 януари 1985) е български футболист, който играе за Ботев (Враца) като вратар.

## Кариера
Той е юноша на ЦСКА. Играл е още в Конелиано (Герман), Локомотив (Мездра), Чавдар (Етрополе) и Локомотив (София).